# Megalopsalis tasmanica
Espèce
Synonymes
- Pantopsalis tasmanica Hogg, 1910

Megalopsalis tasmanica est une espèce d'opilions eupnois de la famille des Neopilionidae.

## Distribution
Cette espèce est endémique de Tasmanie en Australie.

## Description
La carapace de l'holotype mesure 2 mm de long sur 2 mm.
Le mâle décrit par Hickman en 1957 mesure 4,85 mm et la femelle 6,85 mm.

## Systématique et taxinomie
Cette espèce a été décrite sous le protonyme Pantopsalis tasmanica par Hogg en 1910. Elle est placée dans le genre Spinicrus par Forster en 1949 puis dans le genre Megalopsalis par Taylor en 2013.

## Étymologie
Son nom d'espèce lui a été donné en référence au lieu de sa découverte, la Tasmanie.

## Publication originale
- Hogg, 1910 : Some New Zealand and Tasmanian Arachnidae. Transactions of the New Zealand Institute, vol. 42, p. 273-283 (texte intégral).